# Epidirona torquata
Epidirona torquata is een slakkensoort uit de familie van de Pseudomelatomidae. De wetenschappelijke naam van de soort is voor het eerst geldig gepubliceerd in 1922 door Hedley.